# Lajos Mocsai
Lajos Mocsai [ˈlɒjoʃ ˈmoʧɒ.i] (* 10. März 1954 in Szeged) ist ein ungarischer Handballtrainer und ehemaliges Mitglied der ungarischen Handballnationalmannschaft.

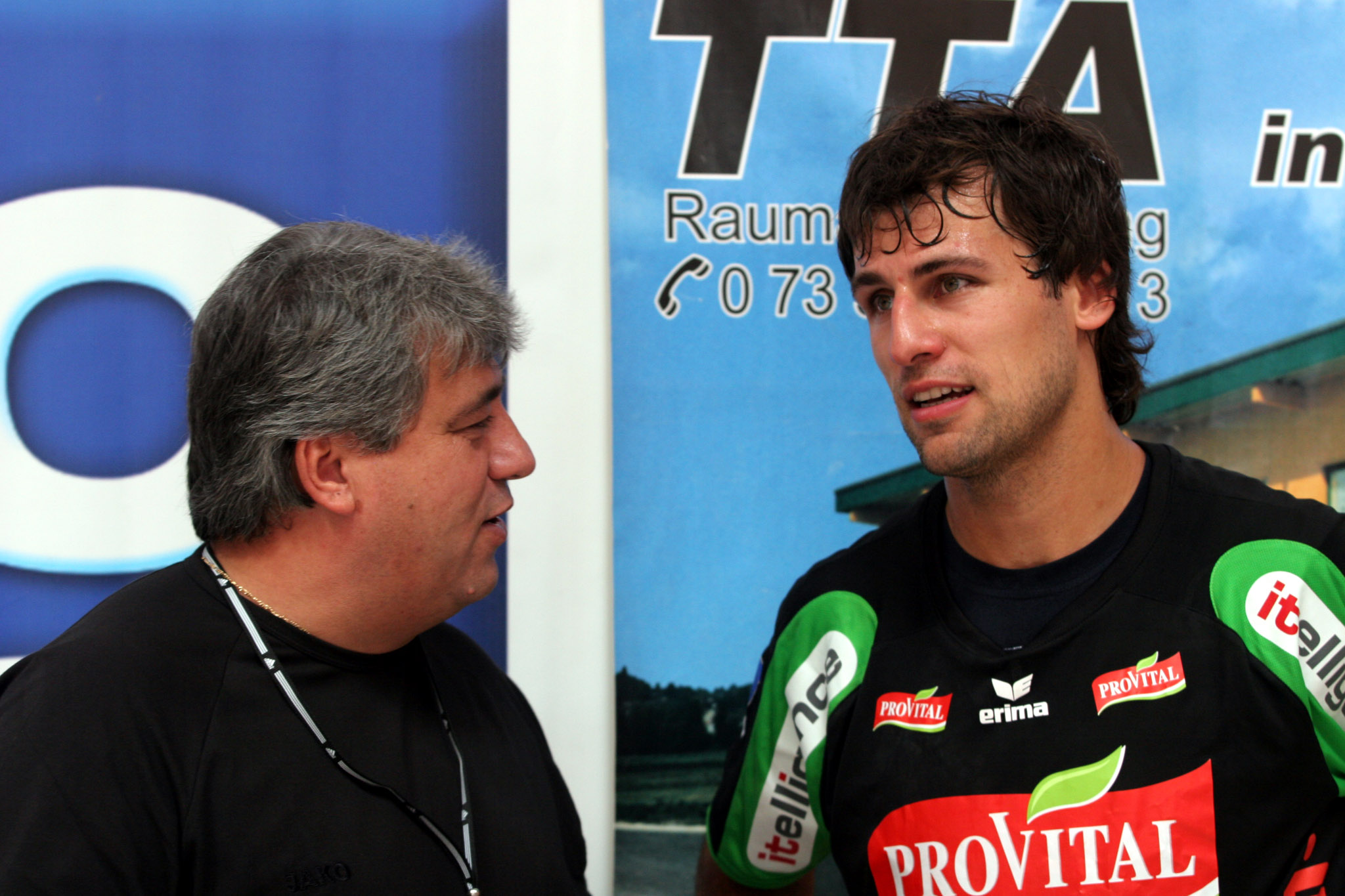
Lajos Mocsai mit seinem Sohn Tamás am 30. August 2008

Mocsai ist verheiratet und Vater von vier Kindern (Tamás, Virginia, Dorottya, Júlia). Lajos Mocsai arbeitet hauptberuflich als Professor an der Semmelweis-Universität in Budapest. Er ist dort Vize-Dekan der Fakultät für Sporterziehung und Sportwissenschaften. Mocsai ist auch in der EHF aktiv. 2002 wurde er von der EHF für sein Lebenswerk geehrt. Lajos Mocsai spricht fließend Deutsch und sehr gut Französisch.

## Erfolge und Stationen
Von 1970 bis 1982 bestritt Mocsai insgesamt 48 Länderspiele für Ungarn, davon 20 für die A-Nationalmannschaft und 28 für die Junioren. Noch während seiner aktiven Zeit, 1978, begann er seine Trainerlaufbahn. Mit Honvéd Budapest und mit der ungarischen Männer-Nationalmannschaft war er von 1985 bis 1989 erfolgreich. 1986 wurde seine Mannschaft Vize-Weltmeister.
Von 1989 bis 1998 war er in Deutschland als Trainer aktiv. Mit dem TBV Lemgo wurde er 1995 DHB-Pokalsieger und 1996 EHF-Pokalsieger. Nach sieben erfolgreichen Jahren wechselte er dann zur Saison 1996/1997 zum TuS Nettelstedt. Dort gewann er zwar 1997 den City-Cup, wurde aber nach 18 Monaten bereits wieder entlassen.
Anschließend wurde er Trainer der ungarischen Frauen-Nationalmannschaft. In seinen sechs Jahren als Cheftrainer erreichten die ungarischen Frauen 1998 den 3. und 2002 den 5. Platz bei den Europameisterschaften, die Silbermedaille bei Olympia 2000, wurde 2000 Europameister und 2003 Vize-Weltmeister.
Ein kurzes, aber sehr erfolgreiches Intermezzo führte ihn wieder zurück nach Deutschland. Am 28. März 2005 wurde er Trainer des VfL Gummersbach. Dieses Amt konnte er jedoch nur bis zum Saisonende ausüben, da er von der Universität Budapest keine Freigabe für eine Verlängerung seines Vertrages bei Gummersbach erhalten hatte. Ungeschlagen und mit 17:1 Punkten, die Vereinsrekord bedeuten, musste er sein Engagement in Deutschland beenden.
Danach war er für zwei Jahre Trainer der Frauenmannschaft des Vasas SC. Von 2007 bis 2012 war er Trainer der ungarischen Erstligamannschaft MKB Veszprém, mit der er 2008, 2009, 2010, 2011 und 2012 ungarischer Meister sowie 2009, 2010, 2011 und 2012 Pokalsieger wurde. 2008 gewann er mit Veszprém den Europapokal der Pokalsieger.
Er war Trainer der ungarischen Nationalmannschaft der Männer.